# Antenna ad onde lunghe di Solec Kujawski
L'antenna a onde lunghe di Solec Kujawski è una struttura metallica che permette la diffusione delle trasmissioni radiofoniche per le emittenti polacche in onde lunghe (AM-LW) a una frequenza di 225 kHz.
La sua costruzione avvenne il 4 settembre del 1999 all'interno di un'ex area militare vicino all'omonima città, la costruzione di un'antenna radio di questa portata era necessaria dopo il crollo dell'antenna radio di Varsavia dell'8 agosto del 1991. Anche la popolazione locale diede un contributo alla sua edificazione.
Il trasmettitore ha una potenza massima di 1200 kW (per motivi economici e legali la sua potenza è ridotta a 1000), il complesso di radiodiffusione è dotato di amplificatori MOSFET.
Essa è composta da due tralicci: alti rispettivamente 330 m e 289 m.
È una delle strutture più alte di tutta la Polonia, dopo l'Antenna Piaski.

## Emittenti radio
| Radio (onde lunghe)     | Radio (onde lunghe) | Radio (onde lunghe) | Radio (onde lunghe) |
| Programma               | Frequenza           | Potenza             |                     |
| ----------------------- | ------------------- | ------------------- | ------------------- |
| Polskie Radio Program I | 225 kHz             | 1000 kW             |                     |